# Johann-Nepomuk-Denkmal (Gnotzheim)

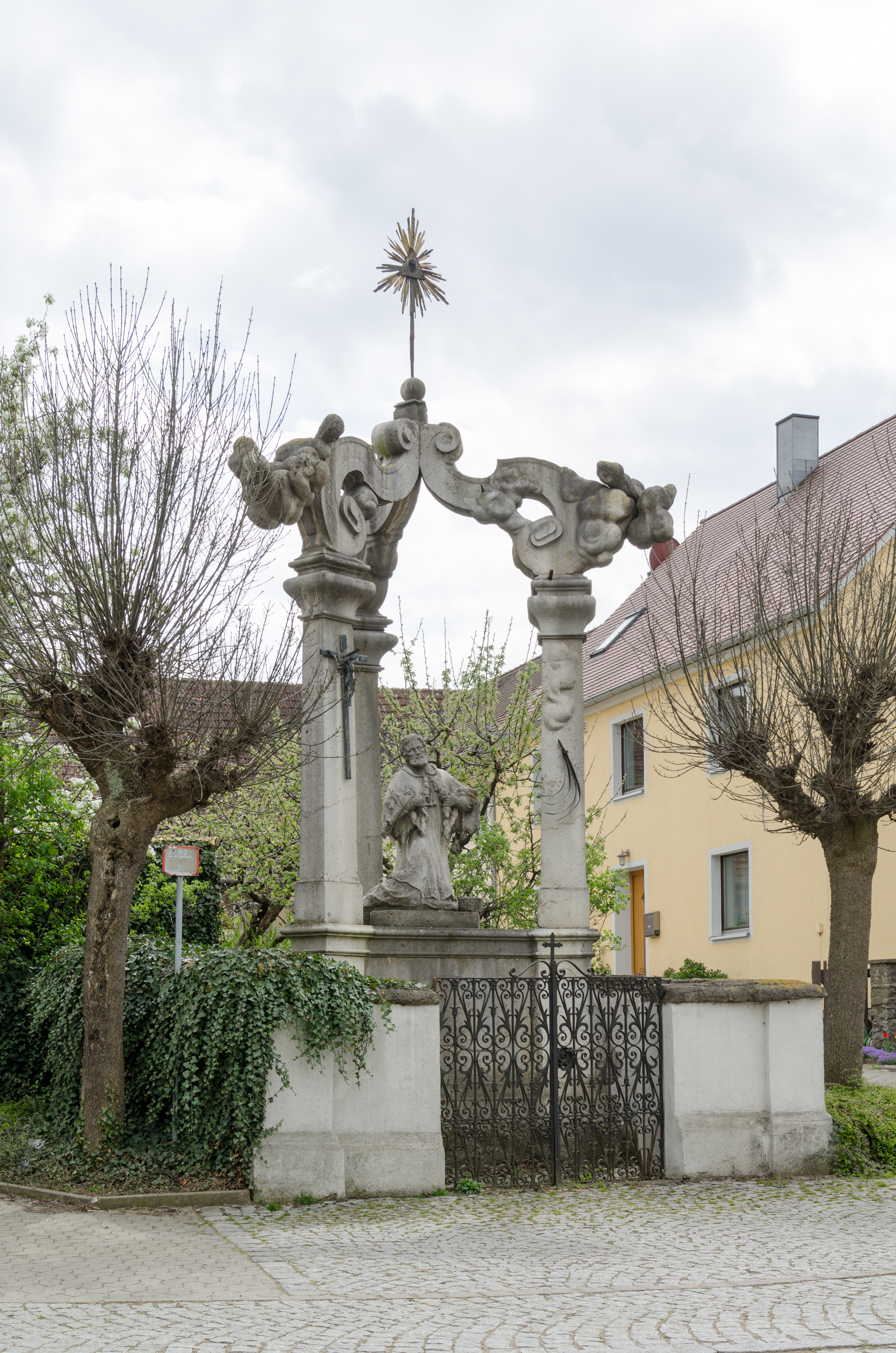
Das Denkmal, Gesamtansicht

Das Johann-Nepomuk-Denkmal ist eine Figur des heiligen Johannes Nepomuk in Gnotzheim, eines Marktes im mittelfränkischen Landkreis Weißenburg-Gunzenhausen. Das Bauwerk ist unter der Denkmalnummer D-5-77-133-13 als Baudenkmal in die Bayerische Denkmalliste eingetragen.
Das Denkmal steht unmittelbar an der Abzweigung der Spielberger Straße in die Bundesstraße 466 direkt am Gnotzheimer Marktplatz zwischen den Anwesen Marktplatz 6 und 7 auf einer Höhe von 455 m ü. NHN.
Die Heiligenfigur zeigt den knienden Nepomuk auf einem Postament unter einem offenen, von drei Pfeilern getragenen Baldachin umgeben von einer Umfassungsmauer. Das Denkmal entstand um 1730/50.